# Exyra nigrocaput
Exyra nigrocaput är en fjärilsart som beskrevs av Morrison 1874. Exyra nigrocaput ingår i släktet Exyra och familjen nattflyn. Inga underarter finns listade i Catalogue of Life.